# 1942 год в музыке

## События
- Был образован Лозаннский камерный оркестр.
- Основание Capitol Records.

## Произведения

### Песни
- «Njet, Molotoff!»
- «В землянке»
- «Дорогая моя столица»
- «Шумел сурово Брянский лес»
- «Волховская застольная»
- «Noches de hungria»

### Классическая музыка
- Игроки (опера)
- Соната № 7 для фортепиано (Прокофьев)

## Выпущенные альбомы
- Song Hits from Holiday Inn — Bing Crosby

## Родились

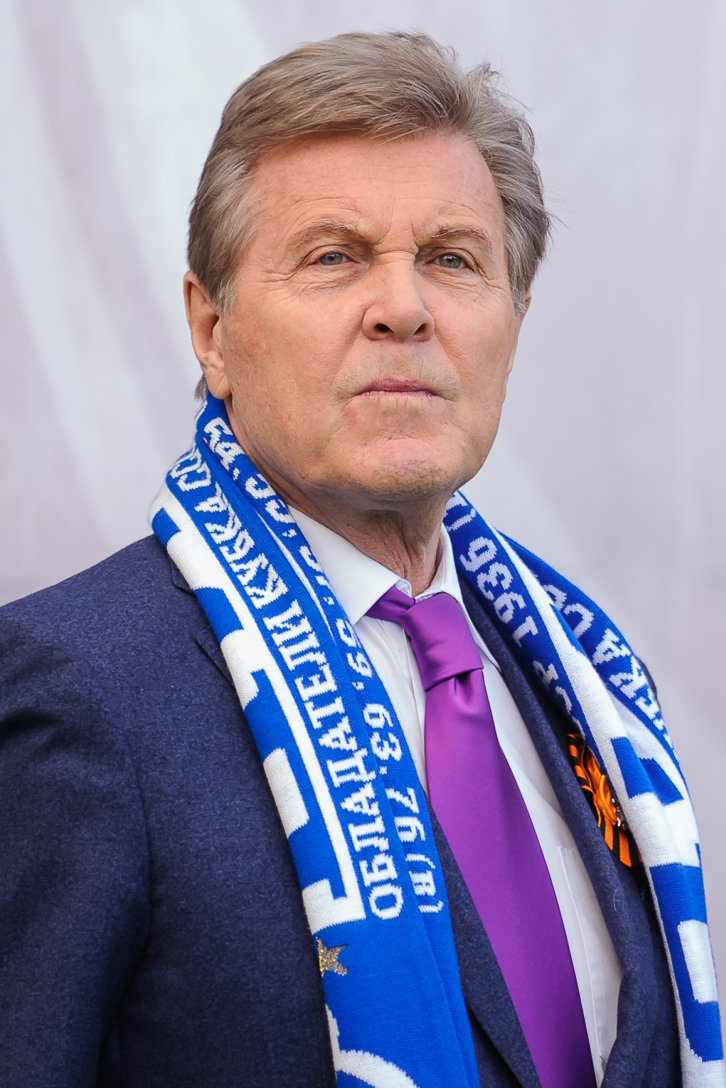
Лев Лещенко

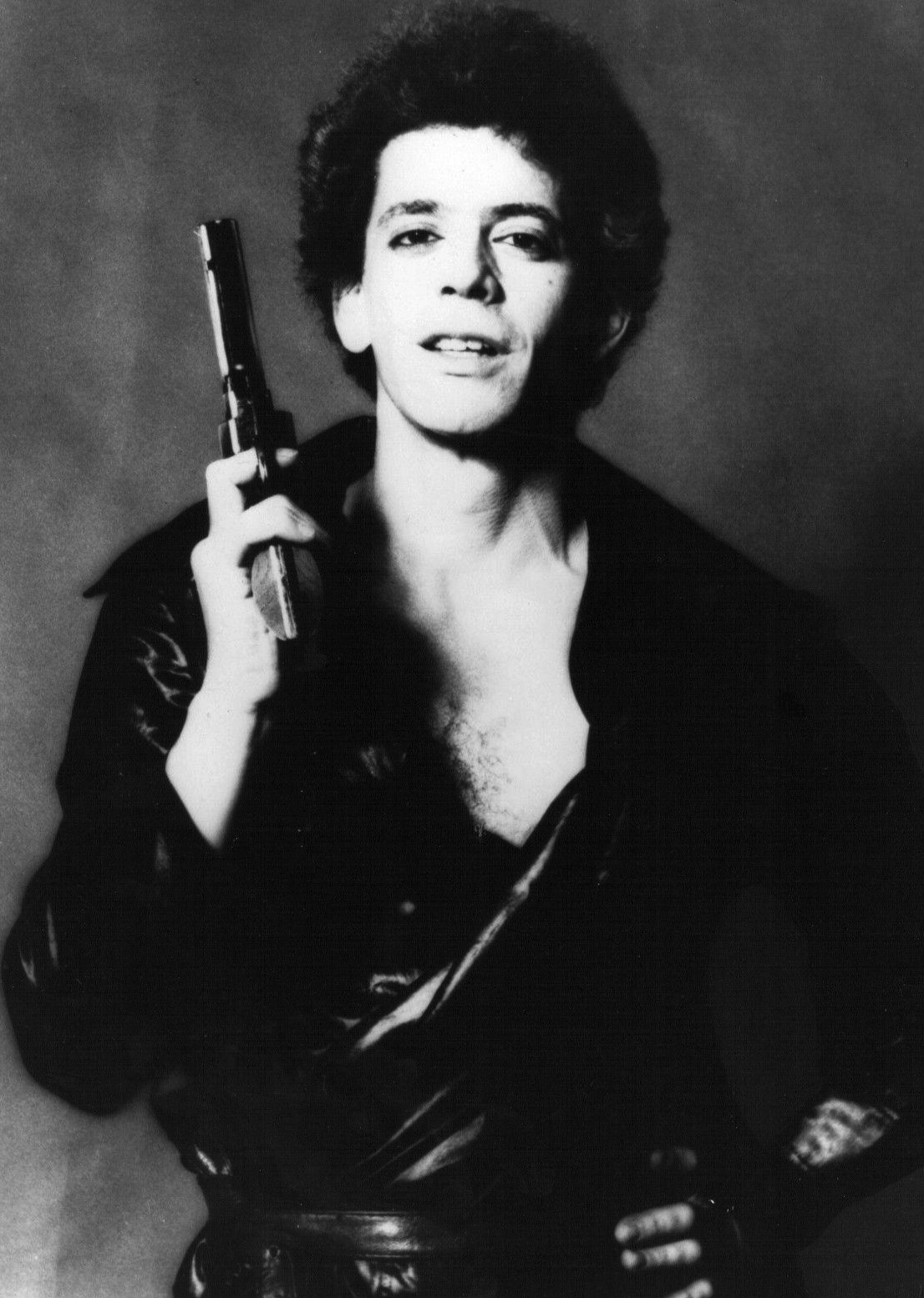
Лу Рид

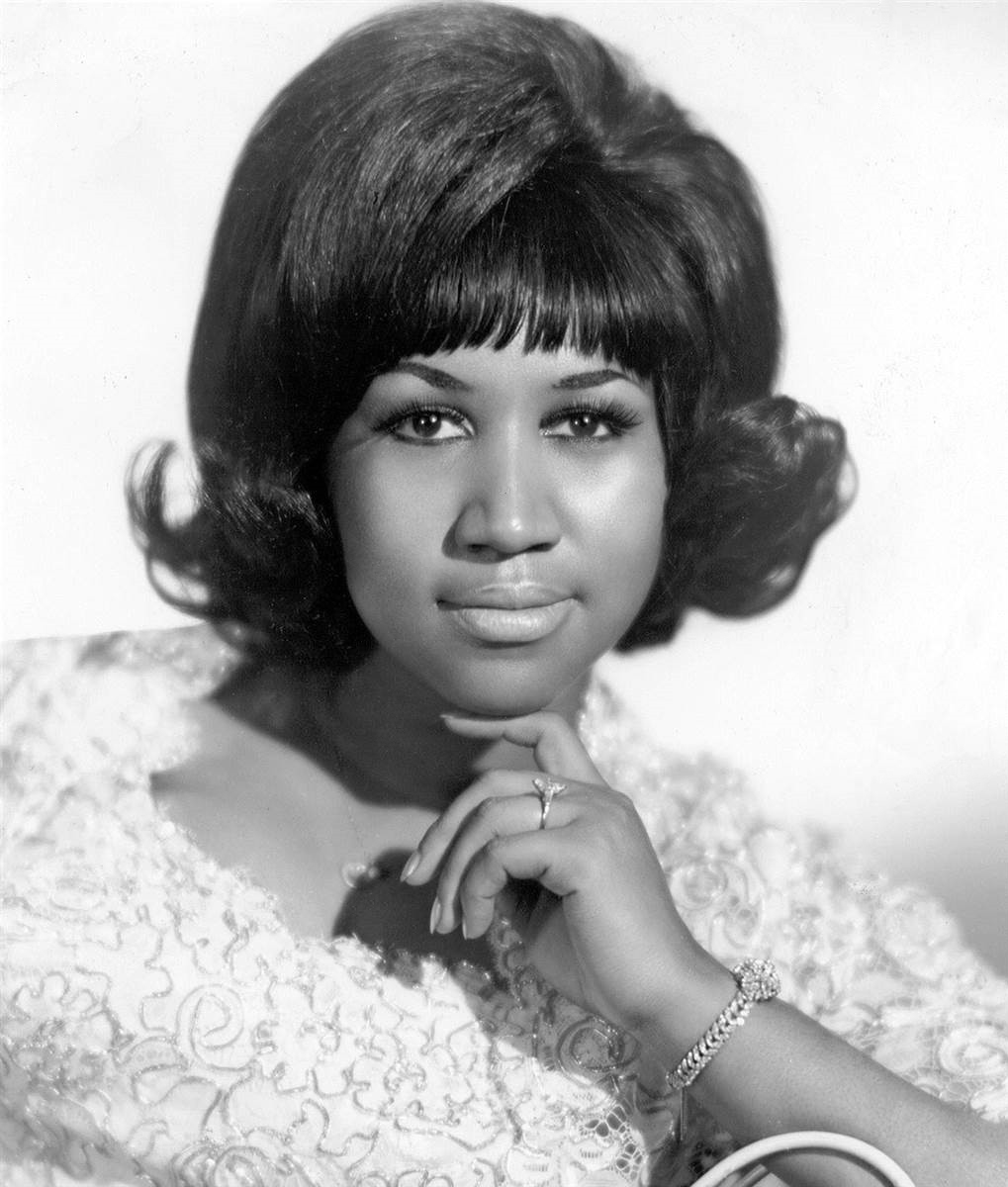
Арета Франклин

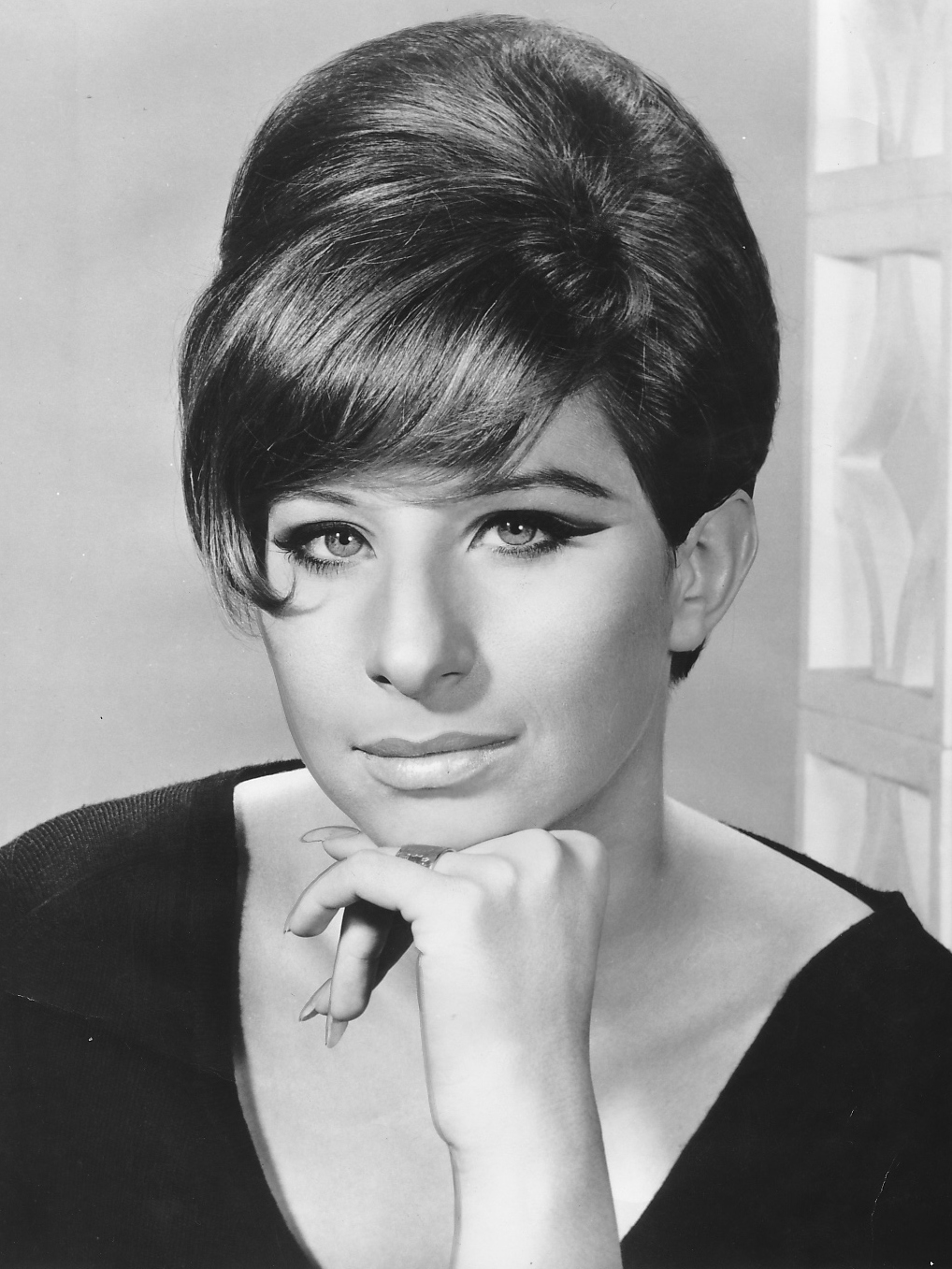
Барбра Стрейзанд

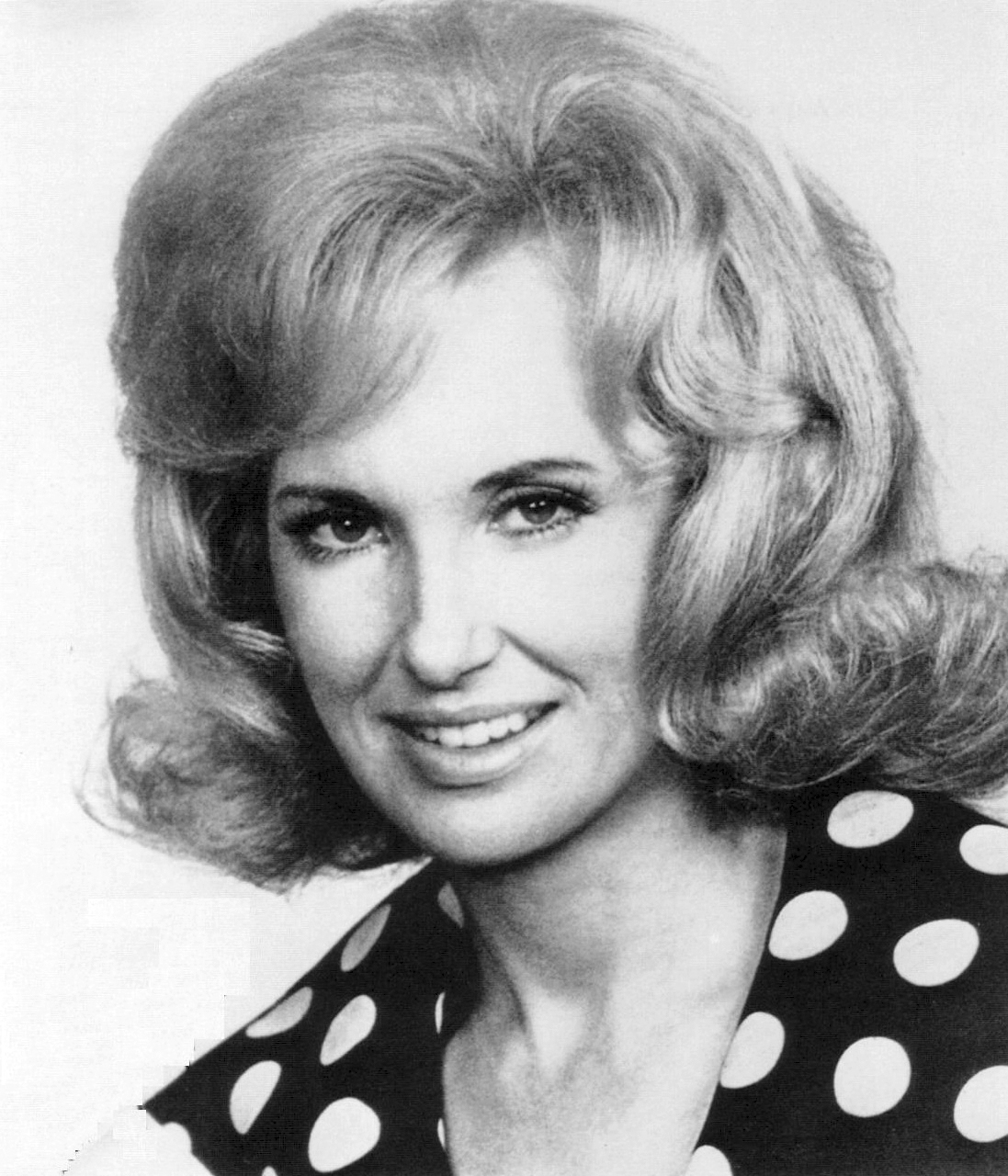
Тэмми Уайнетт

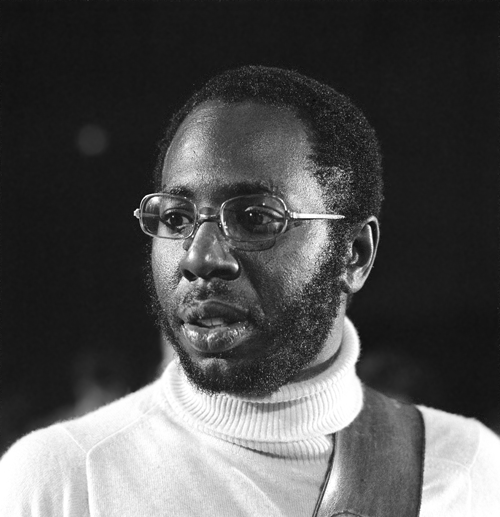
Кёртис Мэйфилд

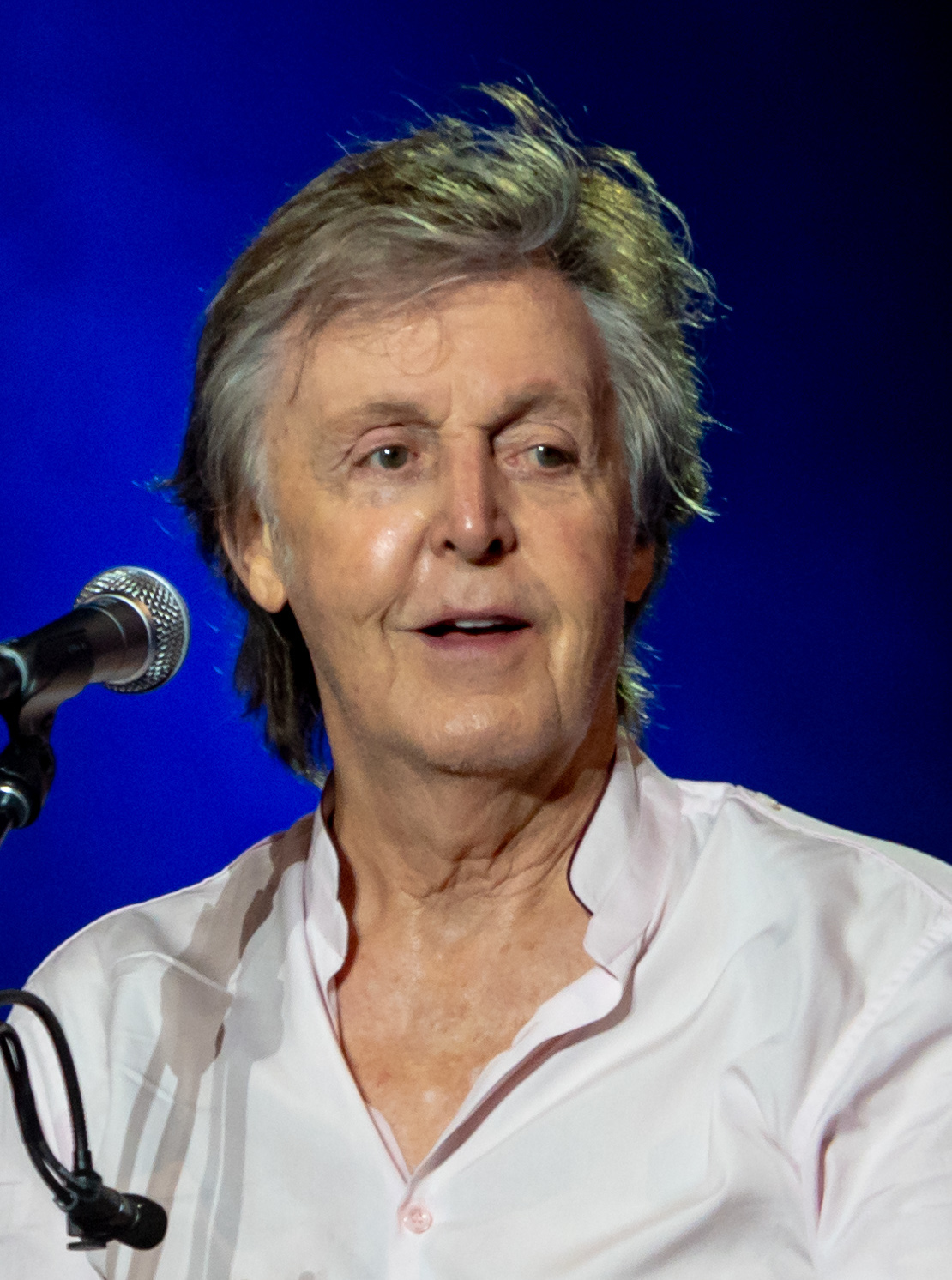
Пол Маккартни

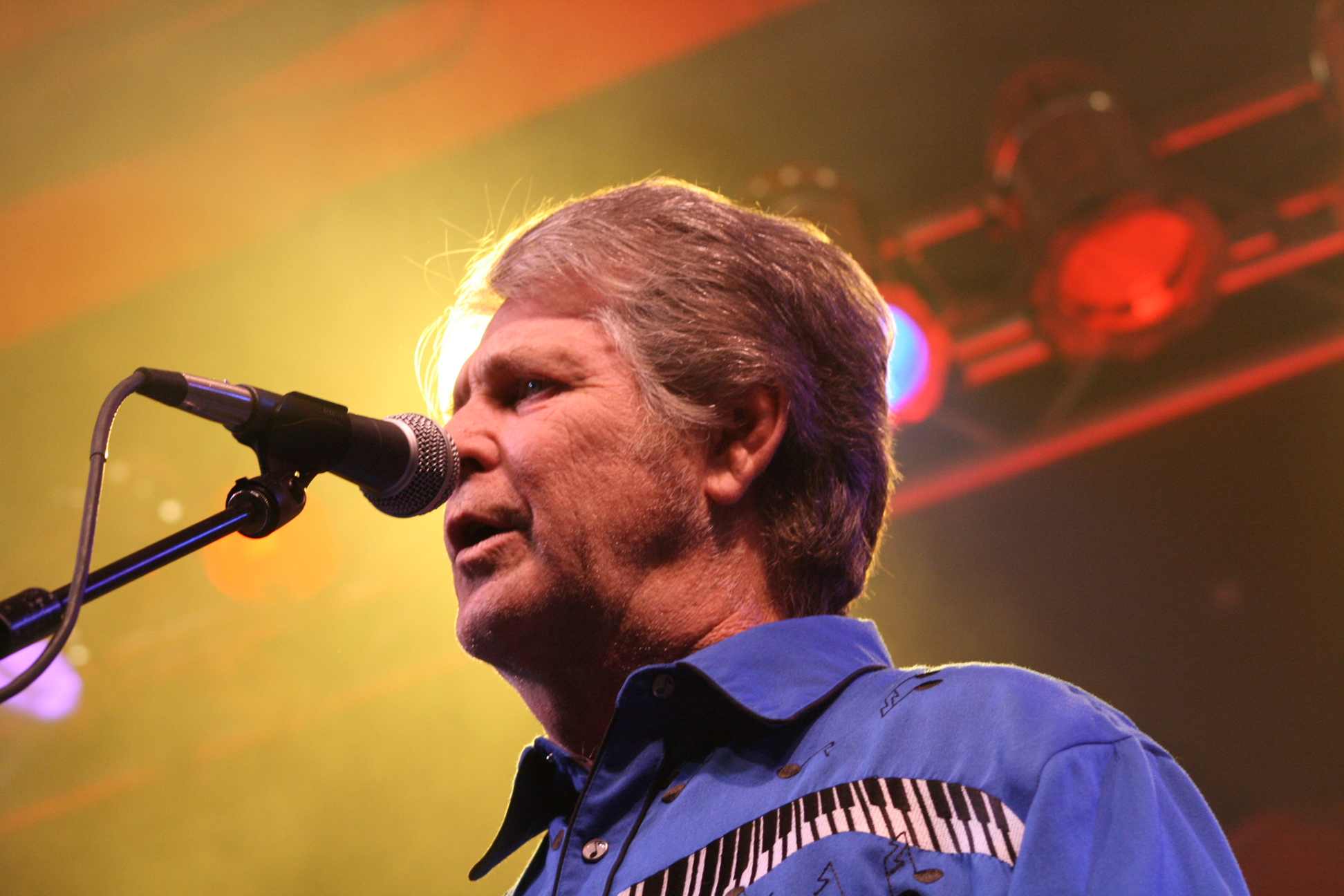
Брайан Уилсон

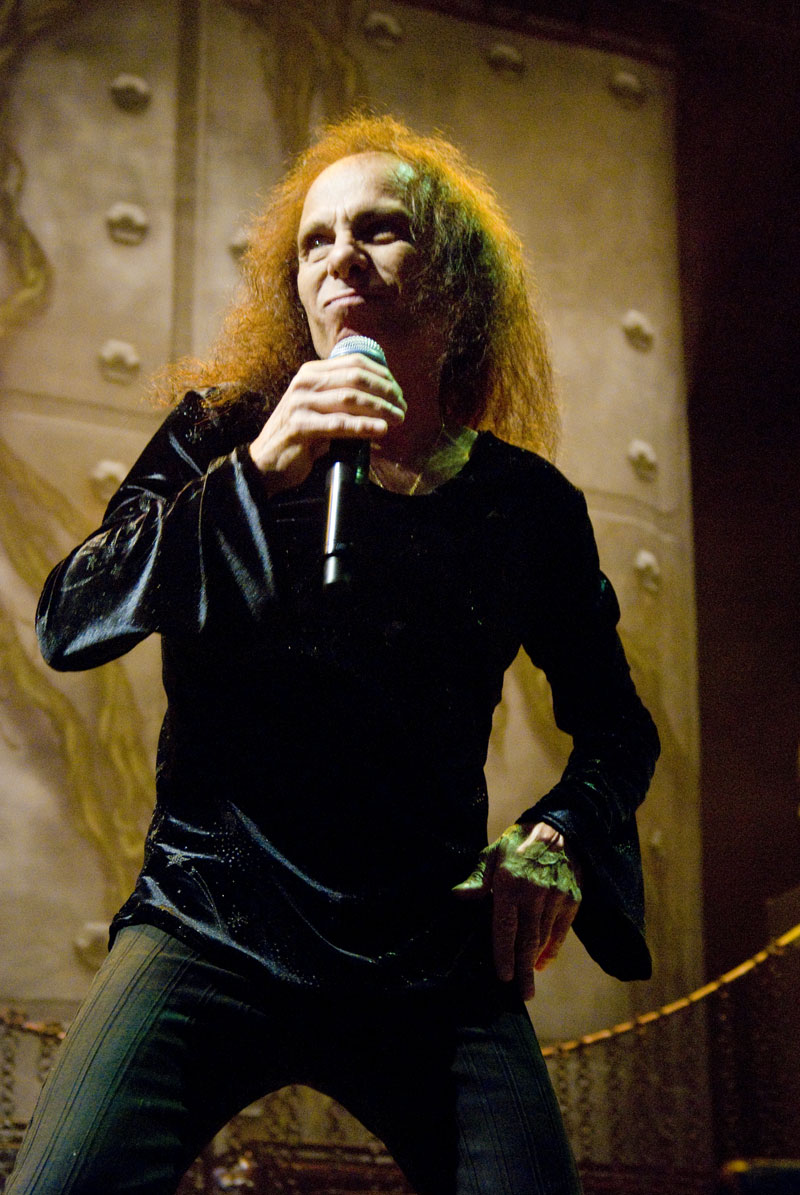
Ронни Джеймс Дио

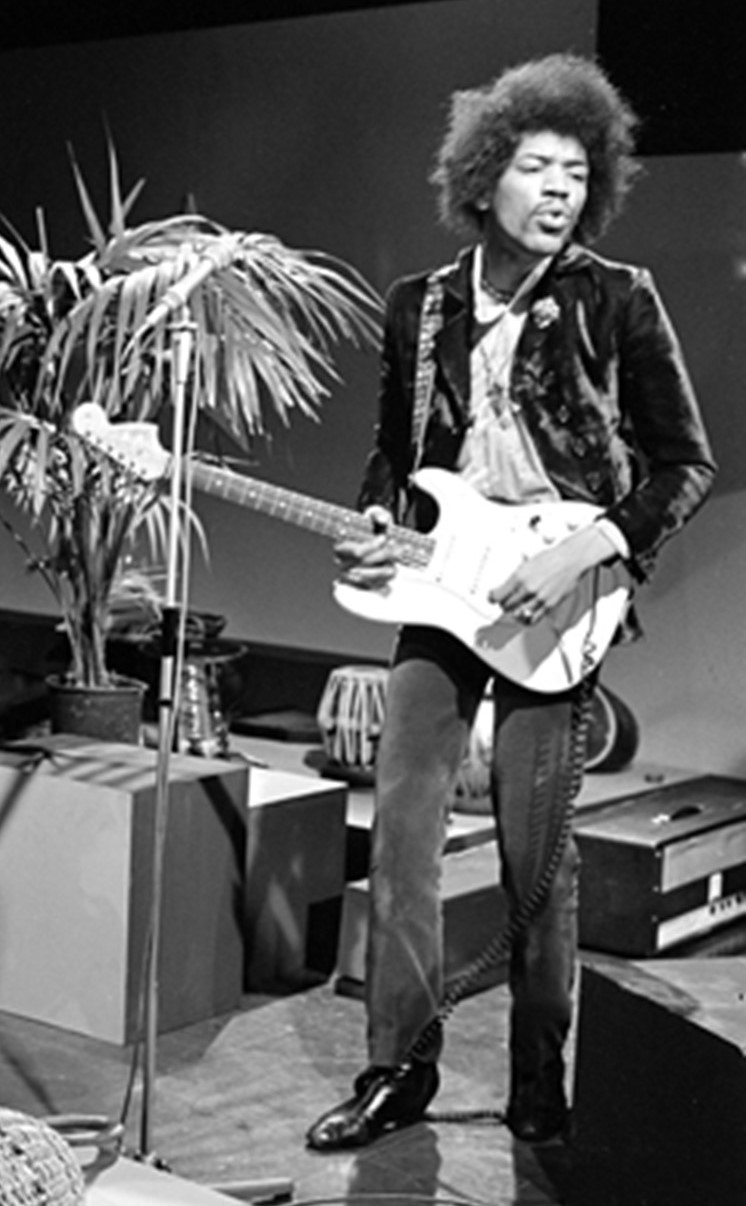
Джими Хендрикс

### Январь
- 1 января — Кантри Джо Макдональд — американский певец и автор песен, фронтмен группы Country Joe and the Fish
- 4 января — Джон Маклафлин — британский джазовый гитарист
- 5 января
  - Звонко Богдан — сербский певец, исполнитель народных песен сербов, хорватов, венгров и румын и традиционных песен буневцев
  - Владимир Федотов (ум. 2008) — советский и российский флейтист
- 7 января — Юлюс Андреевас (ум. 2016) — советский и литовский пианист, композитор и музыкальный педагог
- 9 января — Базаргали Жаманбаев — советский и казахский дирижёр, хормейстер, музыкальный педагог и профессор
- 11 января
  - Мюриэл Дей — ирландская певица
  - Кларенс Клемонс (ум. 2011) — американский музыкант, саксофонист группы E Street Band
- 13 января — Мати Пальм (ум. 2018) — советский и эстонский оперный певец (бас-баритон)
- 16 января — Рене Анжелил[англ.] (ум. 2016) — канадский музыкальный продюсер, менеджер и певец
- 19 января
  - Виталий Горохов — российский трубач
  - Нара Леан (ум. 1989) — бразильская певица
- 20 января — Анатолий Евдокименко (ум. 2002) — советский и украинский музыкант, руководитель ансамбля «Червона рута»
- 21 января
  - Георгий Заставный (ум. 2002) — советский и российский оперный певец (баритон)
  - Эдвин Старр (ум. 2003) — американский певец
- 24 января — Валерий Ободзинский (ум. 1997) — советский и российский эстрадный певец
- 29 января — Клодин Лонже — американская певица французского происхождения
- 30 января
  - Марти Балин (ум. 2018) — американский певец и музыкант, вокалист и гитарист групп Jefferson Airplane и Jefferson Starship
  - Хайди Брюль (ум. 1991) — немецкая актриса и певица

### Февраль
- 1 февраля — Лев Лещенко — советский и российский эстрадный певец
- 2 февраля — Грэм Нэш — британо-американский певец, музыкант и автор песен, участник групп The Hollies и Crosby, Stills, Nash & Young
- 7 февраля — Иван Младек — чехословацкий и чешский автор песен, композитор, музыкант-мультиинструменталист, художник, комедийный артист и писатель
- 9 февраля — Кэрол Кинг — американская певица и автор песен
- 11 февраля — Отис Клэй (ум. 2016) — американский певец
- 13 февраля — Питер Торк[англ.] (ум. 2019) — американский рок-музыкант и композитор, клавишник и  бас-гитарист группы The Monkees
- 15 февраля — Глин Джонс — британский музыкант, звукорежиссёр и продюсер
- 20 февраля — Арбо Валдма — эстонско-сербский пианист и музыкальный педагог
- 21 февраля — Юрий Маркин (ум. 2022) — советский и российский джазовый композитор, музыкальный педагог, аранжировщик, пианист и контрабасист
- 22 февраля — Дмитрий Миллер (ум. 2016) — советский и российский виолончелист и музыкальный педагог
- 24 февраля — Медея Дзидзигури (ум. 1999) — советская и грузинская певица
- 26 февраля
  - Юрий Кочнев — советский и российский дирижёр
  - Ёсукэ Ямасита — японский джазовый пианист, композитор и писатель
- 27 февраля — Бландин Верле (ум. 2018) — французская клавесинистка
- 28 февраля — Брайан Джонс (ум. 1969) — британский музыкант и композитор, основатель и гитарист группы The Rolling Stones

### Март
- 1 марта — Майкл Джайлз — британский барабанщик и композитор, один из основателей группы King Crimson
- 2 марта
  - Меир Ариэль (ум. 1999) — израильский певец, композитор и автор песен
  - Люк Пламондон — франкоканадский поэт, автор текстов песен
  - Лу Рид (ум. 2013) — американский музыкант, поэт, певец и автор песен, основатель, вокалист и гитарист группы The Velvet Underground
- 4 марта — Гомар Сихарулидзе (ум. 2020) — советский и грузинский композитор
- 6 марта — Анатолий Сухоруков — советский и российский валторнист и музыкальный педагог
- 9 марта — Джон Кейл — валлийский певец, музыкант и автор песен, бас-гитарист и клавишник группы The Velvet Underground
- 11 марта — Александр Басилая (ум. 2009) — грузинский композитор, художественный руководитель ансамбля «Иверия»
- 13 марта
  - Маквала Касрашвили — советская, грузинская и российская оперная певица (сопрано)
  - Скэтмэн Джон (ум. 1999) — американский джазовый музыкант и поэт
- 15 марта — Монтсеррат Фигерас (ум. 2011) — испанская каталонская певица (сопрано), исполнительница старинной музыки
- 16 марта — Валдис Зариньш (ум. 2018) — советский и латвийский скрипач
- 17 марта — Ханс Пицка — австрийский валторнист, музыкальный педагог, музыковед и нотный издатель
- 18 марта — Ромалы Перихан (ум. 2016) — турецкая певица и актриса
- 19 марта — Алексей Людмилин (ум. 2019) — советский и российский музыкант и дирижёр
- 23 марта
  - Джимми Миллер (ум. 1994) — американский музыкальный продюсер и музыкант
  - Никлаус Тюллер — швейцарский певец, бас-баритон
- 25 марта
  - Юозас Витаутас Римас ― литовский гобоист и музыкальный педагог
  - Арета Франклин (ум. 2018) — американская певица, пианистка и автор песен
- 27 марта — Георгий Минасян (ум. 2004) — советский и армянский эстрадный певец

### Апрель
- 2 апреля — Леон Расселл (ум. 2016) — американский певец, музыкант и автор песен
- 3 апреля — Билли Джо Ройал (ум. 2015) — американский певец
- 5 апреля — Аллан Кларк[англ.] — британский певец, вокалист группы The Hollies
- 8 апреля — Леон Хафф — американский автор песен
- 12 апреля — Александр Скульский (ум. 2022) — советский и российский дирижёр, музыкальный педагог и телеведущий
- 13 апреля — Юма Султан — американский перкуссионист
- 18 апреля — Сеймур Стейн (ум. 2023) — американский предприниматель и музыкальный менеджер, основатель лейбла Sire Records
- 19 апреля
  - Эдди Крамер — британский звукоинженер и продюсер
  - Алан Прайс — британский музыкант, клавишник группы The Animals
- 24 апреля — Барбра Стрейзанд — американская певица и актриса
- 26 апреля — Бобби Райделл (ум. 2022) — американский певец и актёр

### Май
- 4 мая — Дасари Нараяна Рао (ум. 2017) — индийский актёр, режиссёр, продюсер, автор песен, журналист и политик
- 5 мая — Тэмми Уайнетт (ум. 1998) — американская певица и автор песен
- 9 мая
  - Эльфия Бурнашева (ум. 2021) — советская и российская пианистка и музыкальный педагог
  - Томми Роу — американский поп-певец
- 12 мая — Иэн Дьюри (ум. 2000) — британский певец, музыкант и автор песен
- 14 мая — Играф Иошка (ум. 2019) — цыганский певец, гитарист и композитор, основатель и солист трио «Ромэн»
- 15 мая — Владимир Виноградов (ум. 2021) — советский и российский звукорежиссёр
- 17 мая — Тадж Махал — американский музыкант и певец
- 18 мая — Валентин Зверев (ум. 2011) — российский и советский флейтист и дирижёр
- 19 мая — Александра (ум. 1969) — немецкая певица, композитор, гитаристка и пианистка
- 20 мая — Михаил Галковский (ум. 2010) — советский оперный певец (драматический тенор)
- 22 мая
  - Гюрер Айкал — турецкий дирижёр
  - Доминик Вальтер (ум. 2013) — французский певец
  - Кельвин Саймон[англ.] (ум. 2022) — американский музыкант, перкуссионист группы Parliament-Funkadelic

### Июнь
- 1 июня — Олег Крыса — советский и американский скрипач и музыкальный педагог
- 2 июня — Валерий Лагунов (ум. 2023) — советский и российский артист балета и балетный педагог
- 3 июня — Кёртис Мэйфилд (ум. 1999) — американский певец, музыкант и автор песен, вокалист группы The Impressions
- 6 июня — Михаил Степаненко (ум. 2019) — советский и украинский композитор, пианист и музыковед
- 7 июня — Валерий Калистратов (ум. 2020) — советский и российский хоровой дирижёр и композитор
- 13 июня — Виктор Суслин (ум. 2012) — советский композитор и пианист
- 16 июня
  - Эдди Леверт[англ.] — американский певец, вокалист группы The O’Jays
  - Хайме Морей[исп.] (ум. 2015) — испанский певец и музыкальный продюсер
- 17 июня
  - Валентин Галузин (ум. 2004) ― российский и советский тубист и музыкальный педагог
  - Богдан Сапелюк (ум. 2001) — советский и украинский композитор, дирижёр и музыкальный педагог
- 18 июня — Пол Маккартни — британский певец, вокалист и автор песен, вокалист и басист группы The Beatles
- 20 июня
  - Клодетт Роджерс Робинсон[англ.] — американская певица, вокалистка группы The Miracles
  - Брайан Уилсон — американский певец, музыкант и автор песен, основатель, вокалист, басист и клавишник группы The Beach Boys
- 23 июня — Ханнес Вадер — немецкий автор-исполнитель
- 24 июня — Артур Браун — британский рок-музыкант и автор песен
- 26 июня — Жилберту Жил — бразильский автор-исполнитель

### Июль
- 1 июля — Андре Крауч[англ.] (ум. 2015) — американский певец, автор песен, аранжировщик и музыкальный продюсер
- 9 июля — Чэнь Цюшэн (ум. 2018) — тайваньский дирижёр
- 10 июля
  - Ронни Джеймс Дио (ум. 2010) — американский рок-музыкант, певец и автор песен, вокалист групп Rainbow, Black Sabbath и лидер проекта Dio
  - Сиксто Родригес (ум. 2023) — американский певец, гитарист и автор песен
- 12 июля
  - Ричард Штольцман — американский кларнетист
  - Стив Янг[англ.] (ум. 2016) — американский певец, гитарист и автор песен
- 13 июля — Роджер Макгуинн[англ.] — американский певец и музыкант, вокалист и гитарист группы The Byrds
- 15 июля — Ежи Косселя (ум. 2017) — польский певец, гитарист и автор песен, основатель групп Niebiesko-Czarni и Czerwone gitary
- 24 июля — Ирина Мирошниченко (ум. 2023) — советская и российская актриса и певица

### Август
- 1 августа — Джерри Гарсия (ум. 1995) — американский певец и музыкант, вокалист, гитарист и автор песен группы Grateful Dead
- 6 августа — Виктор Ересько ― советский и российский пианист
- 7 августа
  - Каэтану Велозу — бразильский композитор, певец и гитарист
  - Би Джей Томас (ум. 2021) — американский певец
- 8 августа — Вардо Румессен (ум. 2015) — советский и эстонский пианист, музыковед и политик
- 15 августа — Пит Йорк — британский барабанщик и перкуссионист
- 17 августа — Муслим Магомаев (ум. 2008) — советский, азербайджанский и российский эстрадный и оперный певец (баритон) и композитор
- 20 августа — Айзек Хейз (ум. 2008) — американский певец и автор песен
- 26 августа — Асымкуль Баетова (ум. 2019) — советская и киргизская балерина
- 29 августа — Стерлинг Моррисон (ум. 1995) — американский музыкант, гитарист группы The Velvet Underground

### Сентябрь
- 1 сентября — Юкка Куоппамяки — финский композитор
- 3 сентября — Алан Джардин — американский музыкант, певец и автор песен, основатель, гитарист и вокалист группы The Beach Boys
- 4 сентября
  - Бисер Киров (ум. 2016) — болгарский эстрадный певец и композитор
  - Меральд Найт[англ.] — американский певец, вокалист группы Gladys Knight & the Pips
- 5 сентября — Эдуардо Мата (ум. 1995) — мексиканский дирижёр и композитор
- 11 сентября — Александр Ровенко (ум. 2005) — советский и российский музыковед и композитор
- 14 сентября
  - Элисо Вирсаладзе — советская, грузинская и российская пианистка
  - Оливер Лейк — американский джазовый саксофонист, флейтист и композитор
- 16 сентября — Берни Калверт[англ.] — британский музыкант, бас-гитарист и клавишник группы The Hollies
- 19 сентября — Евгений Станкович — украинский и советский композитор и педагог
- 23 сентября — Владимир Михайлов (ум. 2021) — советский и российский композитор и дирижёр
- 25 сентября — Джон Тейлор[англ.] (ум. 2015) — британский джазовый пианист
- 27 сентября — Элвин Стардаст (ум. 2014) — британский поп- и рок-музыкант
- 28 сентября — Анатолий Угорский (ум. 2023) — советский и немецкий пианист и музыкальный педагог
- 30 сентября
  - Гас Даджен (ум. 2002) — британский музыкальный продюсер
  - Фрэнки Лаймон (ум. 1968) — американский певец, вокалист группы The Teenagers

### Октябрь
- 8 октября — Базз Клиффорд (ум. 2018) — американский певец и автор песен
- 10 октября — Валерий Ковтун (ум. 2017) — советский и российский аккордеонист и композитор
- 12 октября
  - Далия Лави (ум. 2017) — израильская актриса, певица и модель
  - Мелвин Франклин[англ.] (ум. 1995) — американский певец, вокалист группы The Temptations
- 21 октября — Элвин Бишоп[англ.] — американский певец и музыкант, гитарист и вокалист группы The Paul Butterfield Blues Band
- 29 октября — Георгий Дмитриев (ум. 2016) — советский и российский композитор

### Ноябрь
- 5 ноября — Пьеранджело Бертоли (ум. 2002) — итальянский автор-исполнитель песен
- 11 ноября — Евгения Лисицына — латвийская органистка русского происхождения
- 14 ноября — Наталия Гутман — советская и российская виолончелистка
- 15 ноября — Даниель Баренбойм — израильский дирижёр и пианист
- 17 ноября — Боб Гаудио[англ.] — американский певец, музыкант и автор песен, вокалист и клавишник группы The Four Seasons
- 19 ноября — Ояр Гринбергс (ум. 2016) — советский и латвийский эстрадный певец
- 20 ноября — Мередит Монк — американская певица, хореограф и композитор
- 21 ноября — Эл Мэттьюс (ум. 2018) — американский певец и актёр
- 24 ноября — Виктор Клименко — финский артист театра и кино, телеведущий и профессиональный певец
- 27 ноября — Джими Хендрикс (ум. 1970) — американский певец, музыкант и композитор, фронтмен группы The Jimi Hendrix Experience
- 29 ноября
  - Феликс Кавальер[англ.] — американский певец и музыкант, вокалист и клавишник группы The Rascals
  - Этер Какулия (ум. 2015) — советская и грузинская певица

### Декабрь
- 1 декабря — Андрей Товмасян (ум. 2014) — советский джазовый трубач
- 8 декабря — Тутс Хибберт (ум. 2020) — ямайский певец, гитарист и автор песен, лидер группы Toots and the Maytals
- 11 декабря — Ананда Шанкар (ум. 1999) — индийский музыкант и композитор
- 17 декабря — Пол Баттерфилд (ум. 1987) — американский блюзовый певец и исполнитель на губной гармонике, лидер группы The Paul Butterfield Blues Band
- 25 декабря — Энрике Моренте (ум. 2010) — испанский певец, исполнитель канте фламенко
- 27 декабря — Чармиан Карр (ум. 2016) — американская актриса и певица
- 31 декабря — Энди Саммерс — британский музыкант, гитарист группы The Police

## Скончались

### Январь
- 1 января — Ярослав Ежек (35) — чешский композитор, драматург и пианист
- 2 января — Сергей Бершадский (60/61) — русский и советский дирижёр, композитор и аранжировщик
- 4 января
  - Леон Ессель (70) — немецкий композитор
  - Тоголок Молдо (81) — киргизский советский поэт и акын
- 8 января — Султан Габяши (50) — советский башкирский и татарский композитор и музыкальный педагог
- 14 января
  - Елена Вонсовская (83) — русская и советская скрипачка и музыкальный педагог
  - Фред Фишер[англ.] (66) — американский автор песен и музыкальный издатель немецкого происхождения
- 17 января — Виктор Гудков (42) — советский фольклорист, композитор и поэт
- 20 января — Гавриил Романовский (68) — российский и советский пианист и музыкальный педагог
- 21 января — Генрих Опеньский (72) — польский композитор, музыковед, дирижёр и музыкальный педагог

### Февраль
- 7 февраля — Ирвинг Кахал[англ.] (38) — американский поэт-песенник
- 8 февраля — Джеймс Хэнли[англ.] (49) — американский автор песен
- 9 февраля — Огюст Манжо (69) — французский музыкальный критик и организатор
- 15 февраля — Станислав Бинички (69) — сербский композитор, дирижёр и музыкальный педагог
- 21 февраля — Карл Бартош (64) — немецкий дирижёр, композитор и органист
- 27 февраля — Владимир Волженин (55) — русский советский писатель и поэт-песенник
- без точной даты — Александр Кабанов (50) — российский и советский оперный певец (тенор)

### Март
- 1 марта — Юлия Вейсберг (62) — русский и советский композитор, музыковед и переводчица
- 2 марта — Чарли Крисчен (25) — американский свинговый и джазовый гитарист
- 3 марта — Борис Гольц (28) — советский композитор и пианист
- 10 марта — Амина Гудвин (74) — британская пианистка
- 15 марта — Александр фон Цемлинский (70) — австрийский композитор и дирижёр
- 20 марта
  - Теодоро Валькарсель (39) — перуанский композитор, пианист и фольклорист
  - Василий Калафати (73) — русский и советский композитор и музыкальный педагог
- 21 марта — Степан Трезвинский (81) — российский и советский оперный певец (бас-профундо)
- 31 марта — Альфред Зиттард (63) — немецкий органист и композитор

### Апрель
- 3 апреля
  - Поль Жильсон (76) — бельгийский композитор
  - Альберт Шиклош (63) — венгерский композитор и музыкальный педагог
- 10 апреля — Владислав Блажевич (60) — русский и советский тромбонист, тубист, музыкальный педагог, дирижёр и композитор
- 14 апреля — Александр Прейс (36) — советский автор либретто
- 27 апреля — Эмиль фон Зауэр (79) — немецкий и австрийский пианист, композитор и музыкальный педагог

### Май
- 4 мая — Василий Осипов (62/63) — советский оперный певец (бас) и вокальный педагог
- 7 мая — Феликс Вайнгартнер (78) — австрийский симфонический дирижёр и композитор
- 24 мая — Ян Буриан (65) — чешский виолончелист и музыкальный педагог
- 27 мая — Макс Берг (65) — русский и советский флейтист немецкого происхождения

### Июнь
- 1 июня — Давид Шор (75) — российский и палестинский пианист, педагог и музыкально-общественный деятель
- 4 июня — Мордехай Гебиртиг (65) — еврейский композитор и поэт-песенник
- 5 июня — Жерар Эккинг (62) — французский виолончелист
- 18 июня — Артур Прайор (71) ― американский тромбонист, композитор и дирижёр

### Июль
- 11 июля — Эрнст Бахрих (50) — австрийский композитор, пианист и дирижёр
- 31 июля — Леопольд Ростропович (50) — советский виолончелист, педагог и дирижёр

### Август
- 12 августа — Паскуале Амато (64) — итальянский оперный певец (баритон)
- 18 августа — Эрвин Шульгоф (48) — чешский композитор и пианист
- 25 августа — Кароль Бенда (49) — польский актёр, оперный и театральный режиссёр

### Сентябрь
- 25 сентября — Иван Липаев (77) — российский тромбонист, музыкальный критик и литератор
- 27 сентября — Герберт Биртнер (42) — немецкий музыковед
- 28 сентября — Рене Блюм (64) — французский балетный импресарио и искусствовед

### Октябрь
- 10 октября — Раймонд Кулль (60) — эстонский дирижёр и музыкальный педагог
- 11 октября
  - Леонид Николаев (64) — русский советский пианист, композитор и педагог
  - Пётр Рязанов (42) ― советский композитор, педагог, музыковед и фольклорист
- 23 октября — Ральф Рэйнджер[англ.] (41) — американский композитор
- без точной даты — Альвин Бимбоэс (63/64) — советский пианист и этнограф

### Ноябрь
- 1 ноября — Хуго Дистлер (34) — немецкий композитор
- 5 ноября — Джордж Кохан (64) — американский певец, композитор, поэт-песенник и продюсер
- 26 ноября — Болеслав Яворский (65) — русский и советский музыковед, педагог, композитор и общественный деятель

### Декабрь
- 1 декабря — Павел Иванов-Радкевич (64) — российский и советский духовный композитор, хормейстер, пианист, музыкальный педагог и общественный деятель
- 3 декабря — Вильгельм Петерсон-Бергер (75) — шведский композитор и музыкальный критик
- 9 декабря — Ростислав Геника (83) — русский пианист, музыкальный педагог и критик
- 22 декабря — Артуро Ванбьянки (80) — итальянский композитор
- 24 декабря — Воислав Вучкович (32) — сербский композитор, дирижёр и музыкальный педагог

### Без точной даты
- Темир-Булат Бейбулатов (62/63) — русский и советский кумыкский поэт, переводчик, композитор и актёр
- Михаил Борисоглебский (45/46) — русский и советский писатель, журналист, сценарист и историк балета
- Давид Брайнин (36/37) — французский художник и артист балета
- Исаак Букиник (74/75) — русский и советский скрипач
- Рудольф Валашек (61/62) — русский и советский музыкальный педагог чешского происхождения
- Макс Кюсс (67) — русский и советский военный музыкант, капельмейстер и композитор
- Ованес Налбандян (70/71) — российский и советский скрипач и музыкальный педагог
- Константин Сараджев (41/42) — русский и советский звонарь-виртуоз, теоретик русского колокольного звона
- Кайетано Трояни (68/69) — аргентинский композитор
- Иван Чекрыгин (60/61) — русский артист балета и композитор